# Cour de la Métairie
La cour de la Métairie est une voie du 20e arrondissement de Paris, en France.

## Situation et accès
La cour de la Métairie est une voie située dans le 20e arrondissement de Paris. Elle débute au 92, rue de Belleville et au 403, rue des Pyrénées et se termine en impasse.

## Origine du nom
Elle porte ce nom en référence à l'ancienne ferme de Savies ayant appartenu au prieuré de Saint-Martin.  Cette ferme est achetée en 1913 par l'entreprise Pathé frères qui y établit une usine de fabrication de matériels cinématographiques, notamment la caméra « Pathé-Baby ». Cette usine était la plus importante de Belleville.

## Historique
Anciennement « cour de la Ferme », elle prend le nom de « cour de la Métairie » par un arrêté du 1er février 1877.
Une plaque commémorative rappelle que la cour de la Métairie fut utilisée comme lieu de rassemblement lors de la rafle du Vél'd'Hiv, les 16 et 17 juillet 1942.

## Bâtiments remarquables et lieux de mémoire
- L'ancienne usine Continsouza.

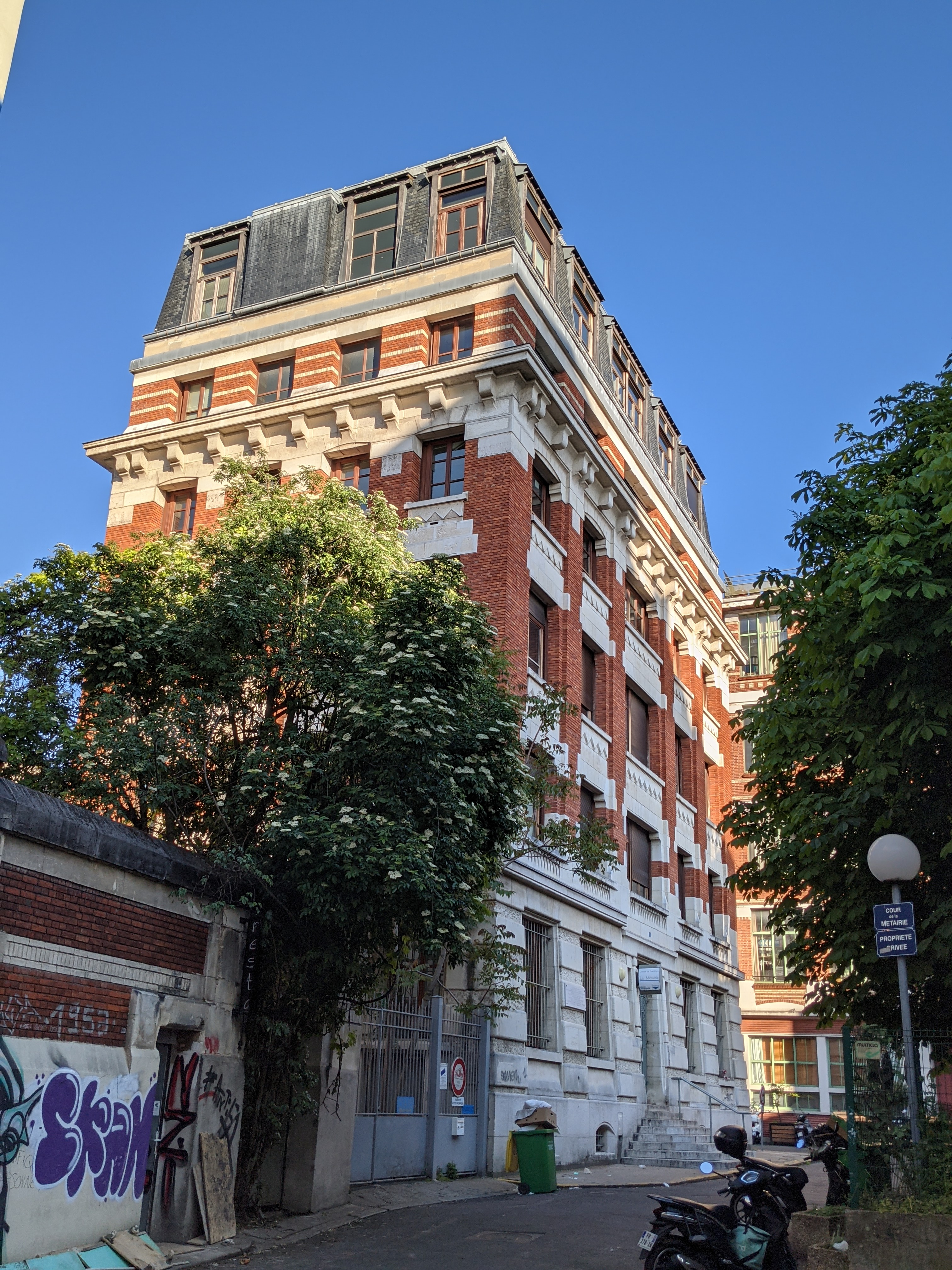
Bureaux de l'ancienne usine Continsouza.
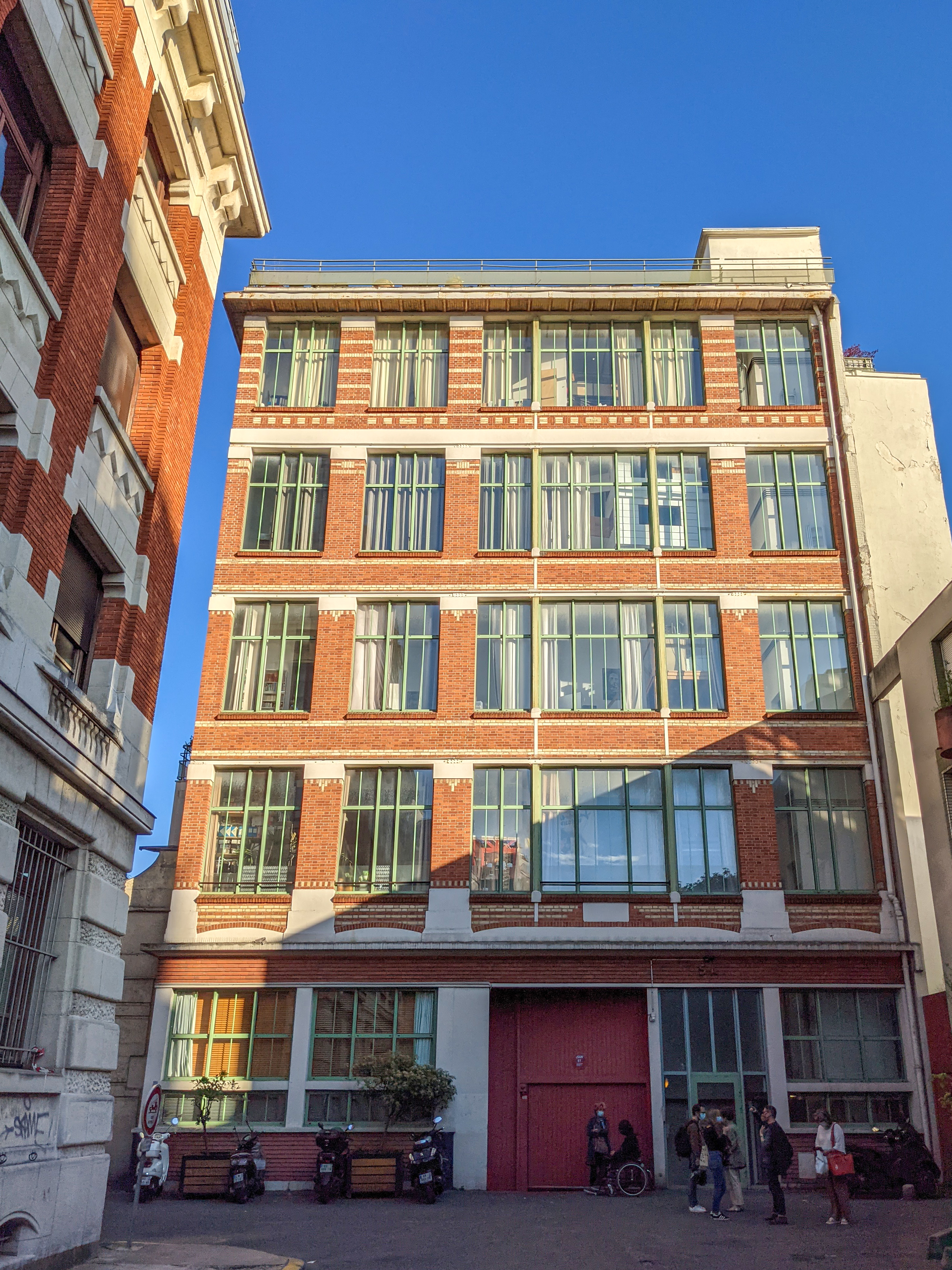
Bâtiment de l'ancienne usine Continsouza.